# A Slow Song
"A Slow Song" is een nummer van de Britse muzikant Joe Jackson. Het nummer verscheen op zijn album Night and Day uit 1982. In 1983 werd het nummer uitgebracht als de vijfde en laatste single van het album.

## Achtergrond
"A Slow Song" is geschreven door Jackson zelf en geproduceerd door Jackson en David Kershenbaum. Het is het laatste nummer op het album Night and Day en gaat door op het thema van het album: de dagen en de nachten in New York. In het nummer geeft hij kritiek op diskjockeys in clubs, die volgens hem te veel danceplaten draaien. In een interview vertelde hij over het nummer: "Dat is een romantisch liedje. Het zegt ongeveer, 'Zet al die harde, schurende troep uit en draai een langzaam liedje'. Omdat je met iemand wilt dansen. Je wilt met hen naar huis gaan, en met hen naar bed gaan. Dat is eigenlijk waar het nummer over gaat."
"A Slow Song" is weliswaar uitgebracht als single, maar bereikte wereldwijd geen hitlijsten. Desondanks bleek het een van de populairste nummers van Jackson; zo staat het in Nederland sinds 2016 genoteerd in de Radio 2 Top 2000. Tijdens zijn concerten wordt het altijd als laatste nummer gespeeld. In 1991 bracht Ulla Meinecke een Duitstalige cover uit van het nummer onder de titel "Langsames Lied".

## NPO Radio 2 Top 2000
| Nummer met noteringen in de NPO Radio 2 Top 2000 | '16  | '17  | '18  | '19  |
| ------------------------------------------------ | ---- | ---- | ---- | ---- |
| A Slow Song                                      | 1965 | 1671 | 1783 | 1880 |

1. ↑  Een vetgedrukt getal geeft de hoogste notering aan.
2. ↑  2016 was het eerste jaar met een notering voor dit nummer.
3. ↑  Deze tabel is bijgewerkt tot en met de laatste editie (2024).